# Johann Strauch I.
Johann Strauch (* 26. Juni 1588 in Wittenberg; † 19. September 1639 in Wittenberg) war ein deutscher Rechtswissenschaftler.

## Leben
Strauchs Vater Ägidius Strauch († 30. Dezember 1597 in Wittenberg) stammte aus Brabant, von wo er in den fünfziger Jahren des 16. Jahrhunderts aufgrund seines evangelischen Glaubens flüchten musste. Er hatte dreimal geheiratet. Durch seine erste Ehe hatte dieser einen Kramladen erworben und wurde bis zu seinem Tod ein vornehm anerkannter Bürger und Kramer, der seinen Wohnsitz am Wittenberger Markt hatte. Seine Mutter Gertraud, die Tochter des Wittenberger Bürgers, Buchbinders und Gemeindekastenschreibers Arnold Platteis, hatte seinen Vater am 8. Mai 1581 geheiratet.
Nachdem er am 3. Oktober 1597 an der Universität Wittenberg seine philosophischen Studien begonnen hatte, begab er sich nach Prag, wo er bei einem Anverwandten unterkam und seine Studien fortsetzte. Dort verbrachte er einige Jahre und kehrte dann nach Wittenberg zurück, wo er im Jahr 1618 das Lizentiat der Rechte erwarb, 1619 zum Doktor der Rechtswissenschaften promovierte und im Anschluss als kurfürstlicher Hof und Regierungsrat am Wittenberger Hofgericht tätig wurde.
Am 23. April 1622 ging er als Hofrat nach Dresden, wo er als Berater der sächsischen Regierung wirkte. Nach dem Tod von Bartolomäus Reusner wurde er 1630 Professor und Ordinarius der juristischen Fakultät an der Universität Wittenberg. Dort wirkte er noch einige Jahre. Er starb 1639 und wurde dort am 2. Oktober 1639 begraben. Während seiner Tätigkeit an der Wittenberger Akademie verwaltete er 1631 und 1639 das Rektorat der Bildungseinrichtung.

## Familie
Am 29. Mai 1621 hatte er Katharina, die Tochter des Wittenberger Ratsherrn Michael Blume (* 27. Januar 1553 in Freiberg; † 18. Januar 1613 in Wittenberg) geheiratet. Aus der Ehe sind sieben Kinder hervorgegangen, eine Tochter und fünf Söhne überlebten ihren Vater. Von den Kindern sind bekannt:
- Johann Strauch (* Dresden?; † 10. März 1641 in Wittenberg)
- Magaretha Strauch verh. mit Sigismund Hosemann
- Aegidius (* 21. Februar 1632 in Wittenberg; † 13. Dezember 1682 in Danzig) Professor der Theologie und Rektor des Gymnasiums in Danzig
- Michael Strauch I. (* 13. Januar 1634 in Wittenberg; † 28. Mai 1634 in Wittenberg)
- Michael Strauch II. (* 27. August 1635 in Wittenberg; † 6. Januar 1709 in Wittenberg)
- Christian Strauch (* 5. Juni 1637 in Wittenberg; † 14. August 1659 in Wittenberg) war Student
- Gottfried Strauch (* 12. August 1639 in Wittenberg; † 10. Januar 1643 in Wittenberg)

## Werkauswahl
- Exercitationes exotericae tredecim, de quibusdam Controversiis Illustribus, superiori seculo, scriptis publicis, agitatis. Sengenwald, Jena 1656. (Digitalisat)
- Dissertationes ad Jus Justinianum privatum. (Resp. Ephraim Gerhard) Hartung, Jena 1718. (Digitalisat)
- Disputatio Iuridica De Locatione Et Conductione. Röhner, Wittenberg 1644. (Digitalisat)
- Exercitatio philologico-iuridica de constitutionibus principum, rescriptis et decretis, ex iure civili & canonico. (Resp. Joachim Friderich von dem Knesebeck) Sengenwald, Jena 1654. (Digitalisat)
- Disputatio de praeventione iurisdictionis. (Resp. Augustinus Strauch) Fincel, Wittenberg 1639. (Digitalisat)
- Collegium juridictum succetlionum ab intetato, Wittenberg 1621
- Liber de legitima, Wittenberg 1621
- Dissertationum de praecipuis juris materiis Decas I,
- Dissertatio iururidica publica de laesa maiestate. (Resp. Martin Locke) Röhner, Wittenberg 1619. (Digitalisat)
- Disputatio juridica De testamentis. (Resp. Michael Lederer) Rothe, Wittenberg 1634. (Digitalisat)
- De concursu ac praelatione Creditorum
- Disputatio juridica de Nuptiis. (Resp. Nicolaus Sholtz) Gormann, Wittenberg 1620. (Digitalisat)
- Conclusiones de actionum cessione. (Resp. Marcus Berga) Rööhner, Wittenberg 1635. (Digitalisat)